# Jan Skryhan
Jan Skryhan (auch Janka Skryhan; belarussisch Ян (Янка) Скрыга́н, Geburtsname Іван Аляксеевіч Скрыган Iwan Aljaksejewitsch Skrygan; * 3. Novemberjul. / 16. November 1905greg. in Truchanawitschi, Ujesd Sluzk, Gouvernement Minsk, Russisches Kaiserreich; † 18. September 1992 in Minsk, Belarus) war ein belarussisch-sowjetischer Schriftsteller, Publizist, Literaturkritiker und Übersetzer, der während der Stalin-Ära verfolgt wurde. Er gilt als einer der Begründer des belarussischen literarischen Essays.

## Leben

### Kindheit und Jugend (1905–1924)
Jan Skryhan wurde 1905 als jüngstes von sieben Kindern in Truchanawitschi geboren, einem kleinen Weiler im zentralen Belarus. Seine Eltern Aljaksiej und Maria waren selbstständige Bauern. Im Verlauf der Entkulakisierung und Kollektivierung wurde das Ehepaar später enteignet und zwangsdeportiert; es kam in der Verbannung ums Leben.
Schon früh wurde der einzige Sohn der Familie in seiner intellektuellen und schulischen Entwicklung gefördert. Sein Taufpate, ein Gutsbesitzer aus der Nachbarschaft, lieh ihm regelmäßig literarische Werke in verschiedenen Sprachen aus und diskutierte mit ihm darüber. Der Bauernsohn wurde in die Regelschule des Pfarrbezirks eingeschult und besuchte ab 1918 in Sluzk die kirchliche Mittelschule und das Gymnasium für Jungen und Mädchen. Anschließend ging er auf das Sluzker Agrartechnikum, das er im Jahr 1924 mit der vierten Kursstufe abschloss.

### Berufliche Anfänge (1924–1936)
Seine erste Arbeitsstelle nahm er im Jahr 1924 bei der Redaktion der Sluzker Bezirkszeitung Wjaskowy Budajnik (deutsch Der Bauer auf dem Dorf) an; in dieser Zeitung erschien 1925 auch sein erstes Gedicht. Im selben Jahr übernahm er die Leitung des Volkshauses (Narodny dom) in Rassony, gleichzeitig war er Sekretär der dortigen Komsomol-Ortsgruppe.
Von 1926 bis 1927 arbeitete er in Polazk als Redakteur für Stilfragen bei der Zeitung Tschyrwonaja Polatschtschyna (deutsch Rotes Polazker Gebiet). In Polazk war er kurze Zeit Mitglied der belarussischen Literaturgesellschaft Maladnjak (deutsch Jungwald, Nachwuchs). Er lernte  den belarussischen Futuristen Paŭljuk Schukajla (1904–1939) kennen sowie den Schriftsteller und Enzyklopädisten Pjatrus Broŭka (1905–1980), seinen späteren Förderer und Freund.
Im Jahr 1928 zog er nach Minsk und absolvierte bis 1932 ein Literaturstudium an der Pädagogischen Fakultät der Belarussischen Staatlichen Universität (BDU) bzw. ab 1931 in der von Pjatrus Broŭka geleiteten Fachabteilung für Literatur und Linguistik. Als Student der BDU nahm er an staatlichen sozialpolitischen Projekten teil. So reiste er im Jahr 1929 in das Mogiljower Gebiet, um dort Kollektivierungsmaßnahmen durchzuführen. Des Weiteren war er 1930 Mitarbeiter der Minsker Tageszeitung Swiasda, Eigentum und Sprachrohr der sowjetbelarussischen Kommunistischen Partei von Belarus. Als Mitglied des wissenschaftlichen Projektteams von Swiasda entwickelte er für die Erntemaschinenfabrik Gomselmasch in Homel den Organisationsplan der Fertigungs- und Logistikprozesse.
In den Jahren 1933 bis 1936 arbeitete er als Redaktionsmitglied bei der literarischen Wochenzeitung Litaratura i mastatstwa, einer Publikation des sowjetischen Schriftstellerverbands. Seit 1934 war er Mitglied des Schriftstellerverbands der belarussischen Futuristen und der Litaraturna-mastatskaja kamuna.
Im Mai 1936 heiratete er die deutschstämmige Halina („Lina“) Hammer. Sie arbeitete als Schreibkraft und Korrektorin beim Staatsverlag in Minsk. Aus Angst vor politischer Verfolgung ging sie nach Ausbruch des Deutsch-Sowjetischen Krieges mit dem gemeinsamen Sohn Wsewolod (geboren im Mai 1937) in den Westen. Ihrem inhaftierten Ehemann wurde später mitgeteilt, dass seine Familie bei einem Bombenangriff in Minsk ums Leben gekommen sei. 1963 meldete sich der in Westdeutschland lebende Sohn schriftlich bei seinem Vater; zu einem persönlichen Treffen kam es nicht.

### Die Jahre der Haft und Verbannung (1936–1954)

#### Inhaftierung (1936) und Zwangsarbeit im SibLag (1937–1946)
Am 13. November 1936 wurde Jan Skryhan in einem staatlichen Erholungsheim für Künstler [russ. Dom twortschestwa (deutsch Freundschaftshaus)] bei Puchowitschi (Minskaja Woblasz) verhaftet. Er war dorthin gereist, um an einem Zeitungsartikel für seinen Arbeitgeber Litaratura i mastatstwa zu schreiben.
Knapp elf Monate verbrachte er in einem Spezialgefängnis (russ. Isolator) des belarussischen Geheimdienstes in Minsk; während der Verhöre wurde er gefoltert. Am 5. Oktober 1937 wurde er nach Artikel 58 des Strafgesetzbuches der RSFSR wegen konterrevolutionärer Aktivitäten zu zehn Jahren Freiheitsentzug und anschließender Verbannung verurteilt. Aufgrund des hohen Strafmaßes und der Einordnung als „Politischer“ gehörte er zu der Gruppe von Häftlingen, die nicht mit vorzeitiger Entlassung aus der Lagerhaft, mit Hafterleichterungen oder einem Wegfall der Verbannungsstrafe rechnen konnte.
In einem Gefangenenzug der Transsibirischen Eisenbahn wurde er in die westsibirische Stadt Mariinsk gebracht. Von dort aus kam er in das vierzig Kilometer entfernte Besserungsarbeitslager (russ. abgekürzt ITL) Nowoiwanowskij in der damaligen Oblast Nowosibirsk (seit 1943 Oblast Kemerowo). Das 1929 errichtete Lager war Teil des Sibirischen Lagers (SibLag). Hauptstandorte des SibLag waren Mariinsk, Kemerowo, Nowosibirsk und Tomsk. Gleich zu Beginn seiner Lagerhaft meldete sich Jan Skryhan als Bauzimmerer; das Zimmerhandwerk hatte er in seiner Jugend von seinem Vater erlernt. Zu diesem Zeitpunkt errichteten die Bautrupps des SibLag in Nowoiwanowskij für die Sträflinge Erdhütten und Holzbaracken in mehreren umzäunten Teillagern sowie Gebäude für die Lagerverwaltung im Hauptort. Zeitweise wurde Jan Skryhan zu landwirtschaftlichen Arbeiten herangezogen, zuletzt arbeitete er in der Buchhaltung der Lagerverwaltung. In seinen Erinnerungen hielt er fest, dass die Überlebenschancen eines Häftlings um ein Vielfaches stiegen, wenn man wie er seine Strafe in einem einzigen Arbeitslager verbüßte und nicht öfter verlegt wurde. Dennoch waren die Haft- und Arbeitsbedingungen im SibLag hart: Viele Strafgefangene überlebten schlechte Verpflegung und mangelhafte Unterbringung, Überbelegung, Kälte und Zwangsarbeit nicht. Die orthodoxe Kirchengemeinde von Mariinsk hat eine Gedenkstätte für die Opfer des SibLag aus dem Zeitraum von 1929 bis 1960 mit Exponaten aus dem Arbeits- und Lebensalltag der Lagerhäftlinge eingerichtet. Bei Memorial sind Kurzbiographien, Lagerzeichnungen und schriftliche Zeugnisse der Lagerinsassen einzusehen.

#### Verbannungsjahre in Usbekistan und Estland (1946–1949)
1946 wurde Jan Skryhan aus dem Nowoiwanowskij-Lager entlassen und laut ursprünglichem Urteil vom 5. Oktober 1937 zu fünf Jahren Verbannung verurteilt. Innerhalb der Sowjetunion konnte er seinen Aufenthaltsort selbst bestimmen, nicht aber auf dem Territorium der BSSR. Seine Wahl fiel auf Ferghana im Osten Usbekistans. Hier fand er eine Stelle als Buchhalter in einem Kombinat der Bewässerungstechnik, das nach dem Einmarsch der Deutschen 1941 von Moskau nach Ferghana verlegt worden war. Während seiner Verbannungszeit im Ferghanatal lernte er seine zweite Ehefrau Anna Michailowna („Hanna“) Gwosdewa kennen, eine verwitwete Ingenieurin aus Moskau, die während des Krieges mit ihrem Sohn Alik hierher evakuiert worden war. 1948 kam die gemeinsame Tochter Halina („Halja“) zur Welt. Weil sie das Klima in Usbekistan nicht vertrug, zog Familie Skryhan im selben Jahr nach Kiviõli bei Kohtla-Järve in den Nordosten der Estnischen SSR. Dort war Jan Skryhan Hauptbuchhalter im Kombinat Estonslanets, einem sowjetischen Staatsunternehmen der Ölschieferindustrie. Da es ihm wichtig war, sich mit den einheimischen Fabrikarbeitern verständigen zu können, erlernte er in dieser Zeit die estnische Sprache.

#### Verbannungsjahre im Krasnojarsker Gebiet (1949–1954)
Am 25. Juni 1949 wurde er erneut vom Geheimdienst verhaftet und in die ostsibirische Region Krasnojarsk in den Suchobusimsker Rajon ins Dorf Suchobusimskoje verbannt, etwa 70 km von Krasnojarsk entfernt. Bis zu seiner Rehabilitierung war er dort als Buchhalter in der kommunalen Verwaltungsstelle des Rajons (russ. abgekürzt Rajkomchos) und in einer Maschinen-Traktoren-Station (russ. MTS) beschäftigt. Seine Ehefrau kam mit den beiden Kindern nach, obwohl sie vom Geheimdienst in mehreren nächtlichen Verhören bedrängt worden war, sich von ihm loszusagen. Die Familie lebte in bescheidenen Verhältnissen und ernährte sich mangels anderer Verpflegungsmöglichkeiten von der Vieh- und Landwirtschaft.

### Die Jahre nach der Rehabilitierung (1955–1992)
Am 29. Dezember 1954, knapp 22 Monate nach Stalins Tod, wurde Jan Skryhan vom Obersten Gerichtshof der BSSR rehabilitiert und erhielt seine Freiheits- und Bürgerrechte zurück. Nach 18 Jahren Haft und Verbannung konnte der 49-Jährige zu Beginn des Jahres 1955 nach Belarus zurückkehren und mit seiner Familie in Minsk ein ziviles Leben beginnen. Er erhielt eine Anstellung als Redakteur im Staatsverlag der BSSR und war als literarischer Berater beim Belarussischen Schriftstellerverband tätig. Seit 1959 zeichnete er als Redakteur der belarussischen Literaturzeitschrift Polymja für die darin publizierten Prosawerke verantwortlich; er wurde stellvertretender Chefredakteur und Herausgeber der Zeitschrift. Wegen seiner – nach dem Zeugnis des Enzyklopädisten Pjatrus Broŭka – herausragenden Kenntnisse der belarussischen Sprache wurde er im Jahr 1967 in den wissenschaftlichen Mitarbeiterstab der Belarussischen Sowjetischen Enzyklopädie (BSE) berufen und Leiter der Literaturkontrollstelle. Von 1975 bis 1985 war er Sekretär des Komitees des BSSR Staatspreises für Literatur, Kunst und Architektur.
Am 18. September 1992 starb Jan Skryhan zwei Monate vor seinem 87. Geburtstag in Minsk. Sein Grab befindet sich auf dem Minsker Nordfriedhof.

## Werk
Der im Spätjahr 1905 geborene Jan Skryhan war ein Kind der „Adradschenne“, der belarussischen Wiedergeburt von Literatur, Kunst und Kultur. Diese begann mit der Veröffentlichung des Oktobermanifests während der Russischen Revolution von 1905 und führte zu einer künstlerischen Blütezeit in Belarus; ihre Hauptvertreter waren Jakub Kolas und Janka Kupala. Aufgrund der sowjetischen Kulturpolitik der Gleichschaltung der Künste und dem ab 1932 offiziell geltenden Primat des Sozialistischen Realismus fand die Phase der kulturellen Selbstbestimmung ihr Ende. Das Klima der Verdächtigung von Künstlern und ihrer Bespitzelung durch Geheimdienstagenten beschrieb Jan Skryhan so:

„Raptam u našaj respublicy pajavilasia bieźlič vorahaŭ. Haloŭnym čynam intelihientaŭ. (Plötzlich gab es in unserer Republik eine Menge Feinde, hauptsächlich Intellektuelle.)“

Ab 1933 setzten die Repressalien gegen einen Großteil der belarussischen Intelligenzia ein; die politisch motivierten Verfolgungen fanden im Großen Terror ihren Höhepunkt, flammten 1946 erneut auf und endeten erst einige Monate nach dem Tod Stalins.
Jan Skryhans literarisches Œuvre ist aufgrund der Verfolgung in der Stalin-Ära zweigeteilt, da er in den achtzehn Jahren als Gulag-Häftling und als Verbannter einem strikten Schreibverbot unterlag. Wachpersonal und Geheimpolizei hatten ein wachsames Auge auf den Schriftsteller; die Gefahr der Denunziation durch Mithäftlinge oder Arbeitskollegen war groß. In der zweiten Verbannungszeit ging Skryhans Vorsicht so weit, dass selbst seine Frau Hanna nichts von seiner Vergangenheit als belarussischer Autor wusste.
Sein lyrisches Frühwerk zeichnet sich, der gesellschaftlichen Aufbruchstimmung der 1920er Jahre entsprechend, durch ein romantisch verklärtes, revolutionäres Pathos aus, ab 1927 entstehen die ersten Prosawerke. Höhepunkt seines literarischen Schaffens vor seiner Verhaftung ist die 1935 veröffentlichte Erzählanthologie Sustrečy: Von der Literaturkritik werden, was die formale Gestaltung betrifft, die Beherrschung der belarussischen Sprache, insbesondere seines Sluzker Heimatdialekts, sowie Stilsicherheit und Erzähltempo positiv hervorgehoben. Inhaltlich schildert Skryhan in seinen frühen Erzählungen Menschen, deren Handlungen von patriotischem Gefühl und hohen moralischen Prinzipien geprägt sind.
Nach seiner Rehabilitierung setzte Skryhan neben der beruflichen seine literarische Karriere fort. Er griff zu den Prosa-Kurzformen des Essays, der Kurzgeschichte und vor allem der Powest (belaruss. Apoviesć). Letztere ist zwischen Erzählung und Roman angesiedelt. Insgesamt ist sein Spätwerk stark autobiographisch geprägt. Es mündet in der Powest Kruhi, die vier „Lebenskreise“ umfasst. Besonderen Wert legte er darauf, die Erinnerung an viele seiner – während der politischen Verfolgungen in der Stalin-Ära ums Leben gekommenen – Schriftstellerkolleginnen und -kollegen wachzuhalten. Mit seinen literarischen Essays und Porträts unter anderem aus den Jahren 1965 (Ranišnija rosy) und 1979 (Hosci z Minska und Niekaĺki chvilin čužoha žyccia) leistete er einen wichtigen Beitrag zu einer alternativen Erinnerungskultur in der späten Sowjetzeit. Mit seinen sprach- und literaturwissenschaftlichen Publikationen schuf er speziell in der BSSR, deren Amts- und Schulsprache weiterhin das Russische war, ein neues Bewusstsein für den Wert und die Eigenständigkeit der belarussischen Sprache. Ein weiteres Anliegen war ihm die Förderung belarussisch schreibender Autoren.
Der „ehemalige Futurist aus dem Siblag“ erhielt einige staatliche Auszeichnungen und genoss die damit verbundenen Privilegien wie etwa Aufenthalte in staatlichen Erholungsheimen für Künstler oder die Zuweisung einer Neubauwohnung. Lesereisen führten ihn seit Ende der fünfziger Jahre durch mehrere Teilstaaten der Sowjetunion und machten ihn landesweit bekannt. Sein Hauptwerk Kruhi wurde bis zum Jahr 2005 mehrfach neu aufgelegt, darunter eine kommentierte Ausgabe für den Schulgebrauch. Lebenslang blieb er ein geistig wacher Autor, der bis wenige Tage vor seinem Tod an seinen Memoiren schrieb. Seine Erinnerungstexte aus den Jahren 1989 bis 1992 wurden von seiner Tochter 1995 und 2005 publiziert.
Nach seinem Tod stellten Freunde und Schriftstellerkollegen einen Band mit persönlichen Erinnerungen an ihn zusammen. Sein persönlicher Nachlass, darunter zahlreiche historische Photographien aus dem Skryhanschen Familienarchiv, wurde dem Schulmuseum für Regionalgeschichte in Kamen, einem Dorf unweit seines Geburtsortes Truchanawitschi, übergeben. Sein literarischer Nachlass befindet sich u. a. im Minsker Literaturarchiv und im Museum für Literaturgeschichte.

## Bibliographie

### Lyrik
- erste Gedichtveröffentlichung in Viaskovyi Budainik (1925)
- Росквіт / Roskvit. Anthologie (1925)
- Наддзвінне / Naddsvinne. Anthologie (1926)
- Слуцкія песняры / Sluckija piesnjary (1926)
- Зарніцы / Zarnicy (1928)
- На Цішоўскай пустэчы / Na Cischoŭskai pustečy. Veröffentlicht in einer Anthologie zur Geschichte der Mogiljower Seidenfabrik (1931)

### Kurzgeschichten, Erzählungen und Powesti
- Таіса / Taisa (1927)
- Затока ў бурах / Zatoka ŭ burach (1929, zweite Auflage 1956)
- Каця Лапянкова / Kacia Lapiankova (1932)
- Сустрэчы / Sustrečy (1935)
- Апавяданні / Apaviadanni (1956)
- Наталлa / Natalia (1957)
- Паваротак ля сасны / Pavarotak lia sasny (1957), auf Bjelaruskaja Palička, bielaruskaja eliektronnaja biblijateka, abgerufen am 30. August 2019, (online)
- Няпрошаная сляза / Niaprošanaia sliaza (1958)
- Скажы адно слова / Skažy adno slova (1961)
- След гумавых шын / Slied humavych šyn (1961), auf Bjelaruskaja Palička, bielaruskaja eliektronnaja biblijateka, abgerufen am 30. August 2019, (online)
- Свая аповесць / Svaja apoviesć (1964)
- Месячная ноч / Miesiačnaja noč
- У старым доме / U starym domie
- У Кірылы на хутары / U Kiryly na chutary
- Як спявалі песню / Jak spiavali piesniu
- Факір Іяма / Fakir Ijama
- Над гаем кружылі буслы / Nad hajem kružyli busly (1965), auf Bjelaruskaja Palička, bielaruskaja eliektronnaja biblijateka, abgerufen am 30. August 2019, (online)
- Кругі / Kruhi (deutsch Kreise), bestehend aus 1. Kreis Парог / Paroh (Schwelle), 2. Kreis Світанак Svitanak (Morgenröte) 3. Kreis Трывогі / Tryvohi (Unruhe) und 4. Kreis Сугучча / Suhučča (Einklang) (1969)
- Кругі: аповесць з дасказамі / Kruhi: apoviesć z daskazami (Kreise: Powest mit Erläuterungen). Ausgabe für den Schulgebrauch, 366 Seiten. Minsk 1986.
- Выбраныя творы twory у 2 т. / Vybranyja tvory u 2 tamach (Ausgewählte Werke in 2 Bänden) Minsk 1975, 1985, 2005 (1.–3. Auflage)
  - Band 1: Кругі: аповесць / Kruhi: apoviesć (Kreise: Powest). 430 Seiten.
  - Band 2: Апавяданні. Аповесці. Літаратурны роздум / Apaviadanni. Apoviesci. Litaraturny rozdum (Kurzgeschichten. Powesti. Literarische Reflexionen). 454 Seiten.

### Essays, Porträts und Erinnerungen
- Новая зямля / Novaja ziamla (1929)
- Шугае сонца / Šuhaje sonca (1930)
- Права на энтузіязм / Prava naentuzijazm (1932)
- Недапісаны профіль / Niedapisany profiĺ (1932)
- Ранішнія росы: Літаратурныя нататкі, успаміны, партрэты / Ranišnija rosy: Litaraturnija natatki, uspaminy, partrety (1965)
- Госці з Мінска / Hosci z Minska (1979)
- Некалькі хвілін чужога жыцця: апавяданні, успаміны, роздум / Niekaĺki chvilin čužoha žyccia: apaviadanni, uspaminy, rozdum. (1. Auflage 1979, 2. Auflage 1990, 358 Seiten)
- Трэба хоць трошкі ўспомніць: два неапублікаваныя дзённікавыя запісы 1992 г. / Treba choć trochi ŭspomnić: dva nieapublikavanyja dzionnikavyja zapisy 1992 h (deutsch Etwas Erinnerung muss sein: zwei unveröffentlichte Tagebuchaufzeichnungen Jan Skryhans aus dem Jahr 1992), herausgegeben von Halina Skryhan. In: Pieršacviet 1995, Nr. 9, S. 133–137.
- Той час... З кнігі ўспамінаў / Toj čas… z knihi ŭspaminaŭ. (deutsch Erinnerungen, 1989–1992), herausgegeben von Halina Skryhan. Stand 2. April 2016, abgerufen am 30. August 2019. Auf dziejaslou.by (online (Memento vom 19. Juni 2013 im Internet Archive)) bzw. Ян Скрыган (№18).

### Sprach- und literaturwissenschaftliche Aufsätze
- Думкі аб мове / Dumki ab movie (1957)
- Яшчэ трохі аб мове / Jašče trochi ab movie
- Чары слова / Čary slova
- Блізкія сэрцу думкі / Blizkija sercu dumki
- Беглыя запісы / Biehlyja zapisy (1963)
- Клопат / Klopat (1984)
- Дабрыня і яшчэ сёе-тое / Dabrynia i jašče sioje-toje (1984)

### Übersetzungen ins Belarussische
Jan Skryhan übersetzte zahlreiche Werke aus dem Russischen, darunter Werke von Isaac Babel, Iwan Bunin, Fjodor Gladkow, Maxim Gorki, Alexander Nikolajewitsch Ostrowski, Michail Bulgakow, Michail Soschtschenko und Konstantin Fedin sowie Werke aus dem Ukrainischen, Litauischen und Lettischen. Aus dem Französischen übersetzte er 1936 Romain Rollands Erzählung Colas Breugnon. Werke des Schriftstellers Friedebert Tuglas übertrug er aus dem Estnischen.

### Übersetzungen seiner Werke ins Russische und Englische
- Людьми зваться / Lyud'mi zvat'sya. Leningrad 1959
- Лунная ночь: Рассказы. Повести. Портреты / Lunnaya noch': Rasskazy. Povesti. Portrety. Moskau 1967
- Поворот у сосны: Рассказы / Povorot u sosny: Rasskazy. Leningrad 1974
- Круги: Повесть с отступлениями / Krugi: Povest' s otstupleniyami. Leningrad 1984
- Blindness. Übersetzt von R. Lipatau. In: Colours of the Native Country. Minsk 1972. Auf knihi.com, das ist: Bjelaruskaja Palitschka, Bjelaruskaja eljektronnaja biblijateka, 1996–2019. Abgerufen am 30. August 2019 (online).

## Auszeichnungen und Gedenken
- 1976: Preisträger des Staatspreises der Belarussischen Sozialistischen Sowjetrepublik (BSSR) für seine Verdienste bei der Herausgabe der Belarussischen Sowjetischen Enzyklopädie (BSE) 1967 bis 1975
- 1985: Verdienter Kulturschaffender der BSSR
- 1964: Diplom des Präsidiums des Obersten Rates der Belarussischen Sozialistischen Sowjetrepublik (BSSR)
- 1964: Diplom des Präsidiums des Obersten Rates der Autonomen Sozialistischen Sowjetrepublik Tuwa (ASSR Tuwa)
- 1991: Francysk-Skaryna-Medaille[41]
- 1998: Einweihung einer Jan-Skryhan-Gedenktafel und eines Gedenksteins in der estnischen Stadt Kiviõli zur Erinnerung an seine Verbannungsjahre in Estland.[42][43]
- 2014: Jan Skryhan-Ausstellung im Krajaznaŭči škoĺny muziej [Schulmuseum zur Regionalgeschichte] der Gesamtschule von Kamen, Kapylski Rajon, Minskaja Woblasz. Hier: Aficyjnaje adkryccio ekspazicyi, prysviečanaj našamu slavutamu ziemliaku Janu Skryhanu (deutsch Offizielle Ausstellungseröffnung zu Ehren unseres berühmten Landsmannes Jan Skryhan). Auf kamen.schools.by. Stand 9. April 2014, abgerufen am 28. August 2019 (online) (belarussisch).
- 2018: Virtualnaja ekskursija (deutsch Virtueller Rundgang) durch die Jan Skryhan-Ausstellung (Bild links oben anklicken: „Экспазіцыя, прысвечаная Яну Скрыгану“). Mit historischen Photos und Lebenslauf. Auf kamen.schools.by. Stand 7. Mai 2018, abgerufen am 28. August 2019 (kamen.schools.byonline) (belarussisch).
- 2014ff: „Ulitsa Yana Skrigana“ [Jan-Skrygan-Straße] in Kapyl. Auf google.de. Abgerufen am 28. August 2019 (online) (russisch).